# Lídia Txervínskaia
Lídia Davídovna Txervínskaia rus: Лидия Давыдовна Червинская (1907—1988, Montmorency (Val-d'Oise)) — fou una poetessa russa de l'anomenada «primera onada» de l'emigració.
El 1920 va emigrar amb la seva família a Constantinoble, i des del començament de la dècada del 1920 va viure a París, on es vincula el seu destí amb la vida desordenada dels bohemis de Montparnasse. Va publicar poemes des del 1930. Després de la guerra, va viure durant algun temps a Múnic i treballà per a Radio Liberty. Va morir en una clínica de repòs prop de París.

## Col·leccions de poemes
- Приближения Priblizheniya ("Aproximació"), París: Txisla, 1934
- Рассветы, Rassvety ("L'alba") París, 1937 (amb una dedicatòria de Guerogui Adàmovitx)
- Двенадцать месяцев, Dvenadtsat' messiatsev ("Dotze mesos") París: Rifma, 1956
- Невидимая птица: Стихотворения, проза, заметки. - Rudnia-Smolensk: Mnemossina, 2011. 360 стр. (sèrie Serebrianii pepel - "Cendres de plata" -).